# Пті-Пітон
Пті-Пітон (фр. Petit Piton — малий шпиль/пік) — одна з двох гір вулканічного походження, розташованих на південному заході Сент-Люсії — острівної держави в Вест-Індії. Знаходиться на південь від міста Суфріер. Висота — 738 метрів над рівнем моря. Разом з горою Грос-Пітон зображена на прапорі Сент-Люсії і входить в список Всесвітньої спадщини ЮНЕСКО.
Пті-Пітон, як і Грос-Пітон, входять до складу Суфріерського вулканічного комплексу і є залишками одного або декількох великих стратовулканів. Поблизу гори є цілий ряд сірчаних фумарол та термальних джерел.

## Галерея

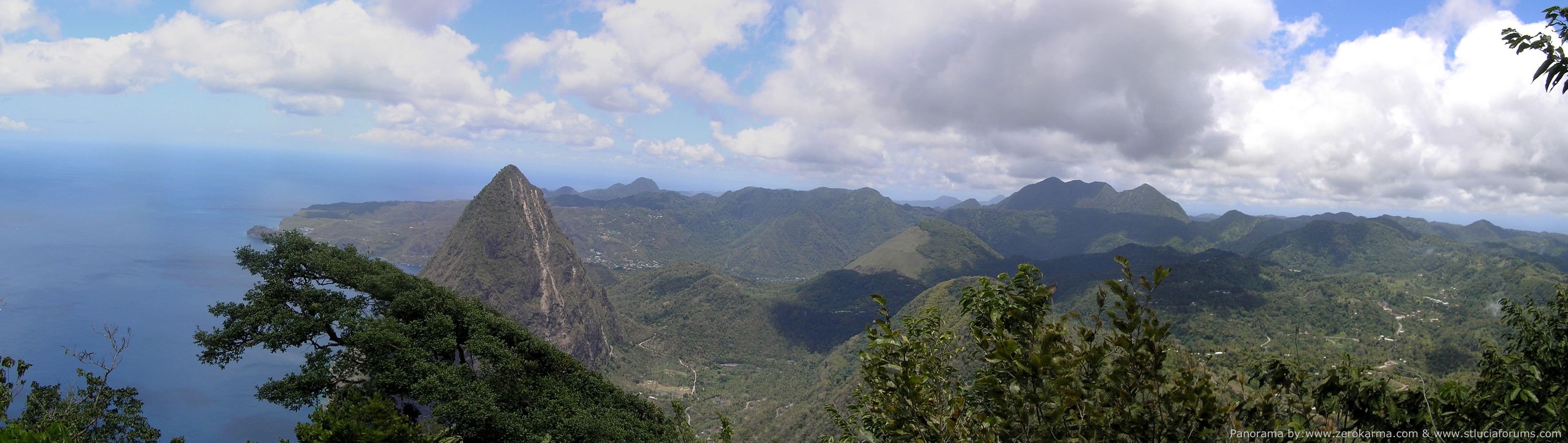
Панорама з вершини Грос-Пітон в напрямку гори Пті-Пітон.